# المعجلة

تعديل مصدري - تعديل

قرية المعجلة هي إحدى قرى مديرية المحفد بمحافظة أبين اليمنية ، يبلغ تعداد سكانها 374 نسمة حسب الإحصاء الذي أجري عام 2004. تبعد القرية عن العاصمة الاقتصادية والتجارية عدن مسافة 230 كيلو متر شرقاً .
قتل فيها 41 من السكان المدنيين بينهم 14 من النساء و21 طفلاً، في قصف مزعوم لمعسكر تدريب لتنظيم القاعدة  ، حيث قامت بوارج أمريكية بقصفها بصواريخ كروز من نوع توماهوك كروز BGM - 109D أطلقت في الساعة السادسة من صباح يوم الخميس 30 ذو الحجة 1430 هـ ، الموافق 17 ديسمبر 2009م 
وقال فيليب لوثر نائب مدير برنامج الشرق الأوسط وشمال إفريقيا في منظمة العفو الدولية :
| المعجلة | إن توجيه ضربة عسكرية من هذا النوع ضد مسلحين مزعومين من دون محاولة اعتقالهم هو على الأقل غير قانوني، كما أن حقيقة أن الكثير من الضحايا كانوا من النساء والأطفال يُعد مؤشراً على أن الهجوم كان في الحقيقة غير مسؤول بتاتاً ولا سيما على ضوء احتمال استخدام الذخائر العنقودية | المعجلة |

وكانت الحكومة اليمنية قالت إن قواتها قامت بالعملية وحدها دون تدخل الولايات المتحدة، وفي بيان لمنظمة العفو الدولية قالت فيه أنه بعد أيام من الهجوم، ذكرت وسائل الإعلام الأمريكية إن الحكومة الأمريكية هي من قامت بالضربة الجوية، مستخدمة صواريخ كروز وذلك بنائاً على أوامر رئاسية باستهداف اثنين من المواقع المزعومة لعناصر القاعدة في اليمن".
وأشارت المنظمة إلى أن الصور التي حصلت عليها تظهر أجزاء من الصواريخ من نوع توماهوك كروز BGM - 109D، أمريكية الصنع. وأكد إن هذا النوع من الصواريخ أطلقت من سفينة حربية أو غواصات، وهي مصممة لنقل حمولـة من القنابل العنقوديـة (166 قنبلة) وتنشطر الواحدة منها إلى ما يزيد عن 200 شظية حادة وصلبة، ويمكن أن تسبب إصابات على بعد 150م.